# Teddybears
I Teddybears sono un gruppo musicale svedese che è attivo dal 1991 e che coniuga una serie di stili musicali, dal rock all'hip hop, passando per la musica elettronica ed il punk.

## Formazione
- Patrik Arve - synth, voce, basso, effetti, percussioni, tastiere, programmazioni
- Joakim Åhlund - basso, programmazioni, percussioni, tastiere, cori, chitarra
- Klas Åhlund - chitarre, basso, programmazioni, percussioni, tastiere, cori

Ex membri
- Erik Olsson - batteria, vibrafono
- Glenn Sundell - batteria

## Discografia

### Album
- You Are Teddybears (1993)
- I Can't Believe It's Teddybears STHLM (1996)
- Rock 'n' Roll Highschool (2000)
- Fresh (2004)
- Soft Machine (2006)
- Devil's Music (2010)

### EP
- Women in Pain (1991)
- Extra Pleasure (1993)
- Step on it (solo in Germania, 1994)

### Singoli
- Purple Rain (1995)
- Magic Finger (1996)
- Kanzi (1996)
- Ahead of My Time feat. Daddy Boastin' (1999)
- Yours to Keep feat. Paola (2000)
- Automatic Lover (2000)
- Hiphopper feat. Thomas Rusiak (2000)
- Rock 'n' Roll Highschool feat. Thomas Rusiak (2000)
- Cobrastyle feat. Mad Cobra (2004)
- Hey Boy feat. Swing-Fly (2004)
- Little Stereo feat. Daddy Boastin' (2005)
- Punkrocker feat. Iggy Pop (2006)
- Yours to Keep feat. Neneh Cherry (2006)
- Get Mama A House feat. B.o.B. (2009)
- Rocket Scientist feat. Eve (2010)
- Sunshine feat. Malte Holmberg & Natalie Storm (2014)
- Shimmy Shimmy Styl (2014)
- What´s Your Problem? feat. Baby Trish (2015)